# 紫花银光委陵菜
紫花银光委陵菜（学名：Potentilla argyrophylla var. atrosanguinea）为蔷薇科委陵菜属下的一个变种。

## 扩展阅读
- 維基物種上的相關：紫花银光委陵菜